# .ng
.ng è il dominio di primo livello nazionale assegnato alla Nigeria.
Originariamente amministrato dallo Yaba College of Technology con la gestione affidata all'Istituto per le Applicazioni Telematiche (IAT), nel 2004 il controllo del dominio è passato alla National Information Technology Development Agency (NITDA). Nel 2009 l'amministrazione è stata trasferita alla Nigeria Internet Registration Association (NIRA).